# 佐野善房
佐野 善房（さの よしふさ）は、日本の弁護士。関東弁護士会連合会理事長や、日本弁護士連合会副会長、千葉県公害審査会会長等を歴任した。旭日中綬章受章。

## 人物・経歴
中央大学法学部卒業。千葉大学法科大学院非常勤講師等を経て、2009年千葉県弁護士会会長。2012年関東弁護士会連合会理事長。2013年には日本弁護士連合会副会長として、日本共産党の仁比聡平参議院議員らとともに、特定秘密の保護に関する法律廃止のための運動を行った。千葉県公害審査会会長等も務めた。2017年旭日中綬章受章。2021年日本弁護士政治連盟副理事長。